# Ковелу-де-Пайво і Жанарде
Кове́лу-де-Пайво́ і Жана́рде (порт. Covelo de Paivó e Janarde; МФА: [ku.ˈve.ɫu dɨ paj.ˈvɔ i ʒɐ.ˈnaɾ.dɨ]) — парафія в Португалії, в муніципалітеті Арока. Складова округу Авейру.  Входить до регіону Північ. За старим адміністративним поділом, що був чинним до 1976 року, територія парафії належала провінції Берегове Дору. Заснована 28 січня 2013 року. Площа парафії — 44,38 км², населення — 222 ос. (2011), густота населення — 5 осіб/км²
. Патрон — святі Петро і Варнава. Поштовий індекс — 4540. Код  — 010424.
```
Сформована із колишніх парафій 
Ковелу-де-Пайво
 та 
Жанарде
.
```

## Географія

Арока (2013)
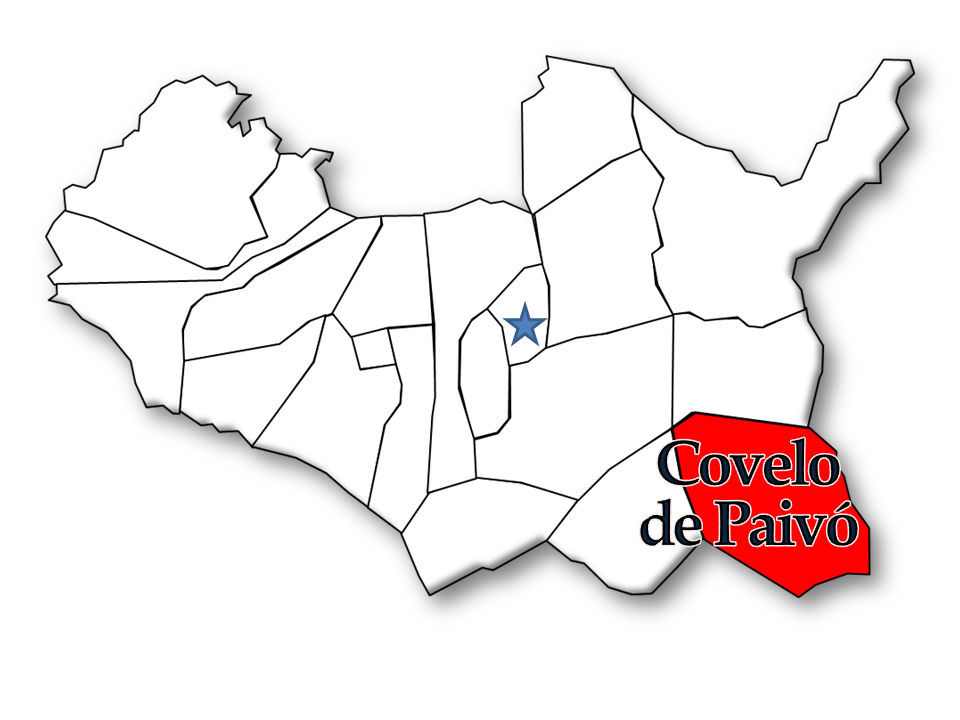
Ковелу-де-Пайво
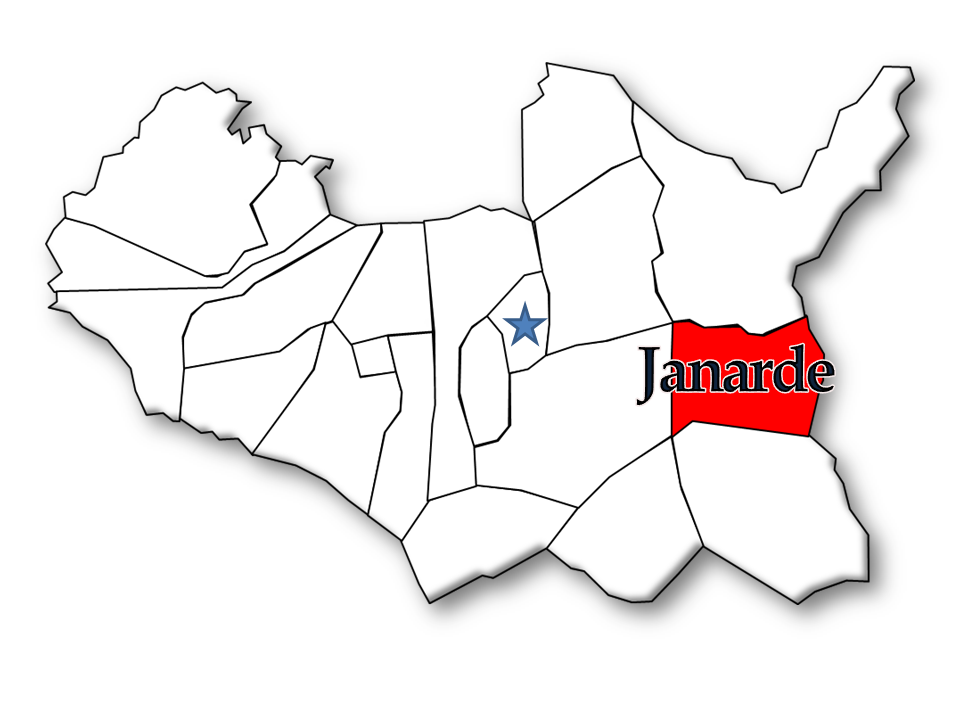
Жанарде

## Населення
| 2011 |
| 222  |